# Konvergentna matrika
Konvergéntna matríka je v linearni algebri matrika, ki pri potenciranju konvergira k ničelni matriki.

## Ozadje
Ko zaporedne potence matrike {\displaystyle \mathbf {T} \!\,} postanejo majhne (ko se vsi elementi matrike {\displaystyle \mathbf {T} \!\,} približajo ničli po dvigu {\displaystyle \mathbf {T} \!\,} na zaporedne potence), matrika {\displaystyle \mathbf {T} \!\,} konvergira k ničelni matriki. Regularna razdelitev nesingularne matrike {\displaystyle \mathbf {A} \!\,} povzroči konvergentno matriko {\displaystyle \mathbf {T} \!\,}. Polkonvergentna razdelitev matrike {\displaystyle \mathbf {A} \!\,} povzroči polkonvergentno matriko {\displaystyle \mathbf {T} \!\,}. Splošna iterativna metoda konvergira za vsak začetni vektor, če je {\displaystyle \mathbf {T} \!\,} konvergentna, in pod določenimi pogoji, če je {\displaystyle \mathbf {T} \!\,} polkonvergentna.

## Definicija
Matrika {\displaystyle \mathbf {T} \!\,} velikosti {\displaystyle n\times n\!\,} se imenuje konvergentna matrika, če velja:

| {\displaystyle \lim _{k\to \infty }(\mathbf {T} ^{k})_{ij}=0\!\,,} | \| \| \| \| \| \| \| \| | (1) |
|                                                                    |                         |     |
|                                                                    |                         |     |
za vsak {\displaystyle i=1,2,\ldots ,n\!\,} in {\displaystyle j=1,2,\ldots ,n\!\,}.:404:14:13

## Zgled
Naj je matrika:
{\displaystyle {\begin{aligned}&\mathbf {T} ={\begin{bmatrix}{\frac {1}{4}}&{\frac {1}{2}}\\[4pt]0&{\frac {1}{4}}\end{bmatrix}}\!\,.\end{aligned}}}
Če se izračunajo njene zaporedne potence, sledi:
{\displaystyle {\begin{aligned}&\mathbf {T} ^{2}={\begin{bmatrix}{\frac {1}{16}}&{\frac {1}{4}}\\[4pt]0&{\frac {1}{16}}\end{bmatrix}},\quad \mathbf {T} ^{3}={\begin{bmatrix}{\frac {1}{64}}&{\frac {3}{32}}\\[4pt]0&{\frac {1}{64}}\end{bmatrix}},\quad \mathbf {T} ^{4}={\begin{bmatrix}{\frac {1}{256}}&{\frac {1}{32}}\\[4pt]0&{\frac {1}{256}}\end{bmatrix}},\quad \mathbf {T} ^{5}={\begin{bmatrix}{\frac {1}{1024}}&{\frac {5}{512}}\\[4pt]0&{\frac {1}{1024}}\end{bmatrix}}\!\,,\end{aligned}}}
{\displaystyle {\begin{aligned}\mathbf {T} ^{6}={\begin{bmatrix}{\frac {1}{4096}}&{\frac {3}{1024}}\\[4pt]0&{\frac {1}{4096}}\end{bmatrix}}\!\,,\end{aligned}}}
in v splošnem:
{\displaystyle {\begin{aligned}\mathbf {T} ^{k}={\begin{bmatrix}({\frac {1}{4}})^{k}&{\frac {k}{2^{2k-1}}}\\[4pt]0&({\frac {1}{4}})^{k}\end{bmatrix}}\!\,.\end{aligned}}}
Ker velja:
{\displaystyle \lim _{k\to \infty }\left({\frac {1}{4}}\right)^{k}=0\!\,}
in:
{\displaystyle \lim _{k\to \infty }{\frac {k}{2^{2k-1}}}=0\!\,,}
je {\displaystyle \mathbf {T} \!\,} konvergentna matrika. Pri tem se upošteva, da je {\displaystyle \rho (\mathbf {T} )=1/4\!\,}, kjer {\displaystyle \rho \!\,} predstavlja spektralni polmer matrike {\displaystyle \mathbf {T} \!\,}, saj je 1/4 edina lastna vrednost matrike {\displaystyle \mathbf {T} \!\,}.

## Opredelitve
Naj je {\displaystyle \mathbf {T} \!\,} matrika velikosti {\displaystyle n\times n\!\,}. Naslednje značilnosti so enakovredne temu, da je {\displaystyle \mathbf {T} \!\,} konvergentna matrika:
1. {\displaystyle \lim _{k\to \infty }\|\mathbf {T} ^{k}\|=0\!\,} za neko naravno formo,
2. {\displaystyle \lim _{k\to \infty }\|\mathbf {T} ^{k}\|=0\!\,} za vse naravne forme,
3. {\displaystyle \rho (\mathbf {T} )<1\!\,},
4. {\displaystyle \lim _{k\to \infty }\mathbf {T} ^{k}\mathbf {x} =\mathbf {0} \!\,} za vsak {\displaystyle \mathbf {x} \!\,}.[1]:404[2]:14, 63[3]:122[3]:13

## Iterativne metode
Splošna iterativna metoda vključuje postopek, ki pretvori sistem linearnih enačb:

| {\displaystyle \mathbf {Ax} =\mathbf {b} } | \| \| \| \| \| \| \| \| | (2) |
|                                            |                         |     |
|                                            |                         |     |
v ekvivalentni sistem oblike:

| {\displaystyle \mathbf {x} =\mathbf {Tx} +\mathbf {c} } | \| \| \| \| \| \| \| \| | (3) |
|                                                         |                         |     |
|                                                         |                         |     |
za neko matriko {\displaystyle \mathbf {T} \!\,} in vektor {\displaystyle \mathbf {c} \!\,}. Ko se izbere začetni vektor {\displaystyle \mathbf {x} ^{(0)}\!\,}, se zaporedje približnih vektorjev rešitev generira z izračunom:

| {\displaystyle \mathbf {x} ^{(k+1)}=\mathbf {Tx} ^{(k)}+\mathbf {c} } | \| \| \| \| \| \| \| \| | (4) |
|                                                                       |                         |     |
|                                                                       |                         |     |
za vsak {\displaystyle k\geq 0\!\,}.:406:61 Za poljubni začetni vektor {\displaystyle \mathbf {x} ^{(0)}\in \mathbb {R} ^{n}\!\,} zaporedje {\displaystyle \lbrace \mathbf {x} ^{\left(k\right)}\rbrace _{k=0}^{\infty }\!\,}, definirano z enačbo (4) za vsak {\displaystyle k\geq 0\!\,} in {\displaystyle \mathbf {c} \neq 0\!\,}, konvergira k edinstveni rešitvi enačbe (3), če in samo če je {\displaystyle \rho (\mathbf {T} )<1\!\,}, oziroma, če je {\displaystyle \mathbf {T} \!\,} konvergentna matrika.:412:62–63

### Regularna razdelitev
Razdelitev matrike je izraz, ki predstavlja dano matriko kot vsoto ali razliko matrik. V sistemu linearnih enačb (2) zgoraj, kjer je matrika {\displaystyle \mathbf {A} \!\,} nesingularna, se lahko matrika {\displaystyle \mathbf {A} \!\,} razdeli, oziroma se zapiše kot razlika matrik {\displaystyle \mathbf {B} \!\,} in {\displaystyle \mathbf {C} \!\,}:

| {\displaystyle \mathbf {A} =\mathbf {B} -\mathbf {C} \!\,,} | \| \| \| \| \| \| \| \| | (5) |
|                                                             |                         |     |
|                                                             |                         |     |
tako, da se lahko enačba (2) zapiše kot zgornja enačba (4). Izraz (5) je regularna razdelitev matrike {\displaystyle \mathbf {A} \!\,}, če in samo če je {\displaystyle \mathbf {B} ^{-1}\geq 0\!\,} in {\displaystyle \mathbf {C} \geq 0\!\,}, oziroma, če imata {\displaystyle \mathbf {B} ^{1}\!\,} in {\displaystyle \mathbf {C} \!\,} samo nenegativne elemente. Če je razdelitev (5) regularna razdelitev matrike {\displaystyle \mathbf {A} \!\,} in je {\displaystyle \mathbf {A} ^{-1}\geq 0\!\,}, potem je {\displaystyle \rho (\mathbf {T} )<1\!\,} in {\displaystyle \mathbf {T} \!\,} je konvergentna matrika. Zato metoda (4) konvergira.:122–123:89

## Polkonvergentna matrika
Matrika {\displaystyle \mathbf {T} \!\,} velikosti {\displaystyle n\times n\!\,} se imenuje polkonvergentna matrika, če limita:

| {\displaystyle \lim _{k\to \infty }\mathbf {T} ^{k}\!\,} | \| \| \| \| \| \| \| \| | (6) |
|                                                          |                         |     |
|                                                          |                         |     |
obstaja.:699 Če je {\displaystyle \mathbf {A} \!\,} morda singularna, vendar je enačba (2) konsistentna, oziroma, če je {\displaystyle \mathbf {b} \!\,} v območju {\displaystyle \mathbf {A} \!\,}, zaporedje, definirano z enačbo (4), konvergira k rešitvi enačbe (2) za vsak vektor {\displaystyle \mathbf {x} ^{(0)}\!\,\in \mathbb {R} ^{n}\!\,}, če in samo če je {\displaystyle \mathbf {T} \!\,} polkonvergentna. V tem primeru se razdelitev (5) imenuje polkonvergentna razdelitev matrike {\displaystyle \mathbf {A} \!\,}.:700